# Jack McDuff
Eugene McDuffy, ps. „Brother Jack”, „Captain Jack” (ur. 17 września 1926 w Champaign, zm. 23 stycznia 2001 w Minneapolis) – afroamerykański organista, kontrabasista i aranżer jazzowy.

Jack McDuff: Nie bez powodu nazywają mnie „Bratem Jackiem”. Jestem synem wielebnego McDuffa, a kiedy już nosi się w sobie Kościół, trudno jest się z tego wycofać.

## Życiorys
Był sierotą. Jego adopcyjni rodzice byli religijni i tak surowi, że musiał chować radio pod poduszką, żeby móc słuchać świeckiej muzyki. Na pianinie zaczął grać w kościele, jego przybrany ojciec był bowiem pastorem. W domu stała fisharmonia, na której grał, kiedy był sam. Ale umiejętności pianistyczne nabył dopiero podczas służby w U.S. Navy. W marynarce służył jako pomocnik stewarda, stacjonując w Brisbane w Australii. W czasie wolnym grał na kontrabasie oraz pobierał lekcje gry na fortepianie od kolegi–pianisty, również odbywającego służbę wojskową.
W 1946 po zwolnieniu z marynarki udał się do Chicago, postanawiając zostać muzykiem. Z nazwiska usunął literę „y”, gdyż nie wyglądała „swingowo”. Poznał wtedy saksofonistę Lestera Shackleforda i na kilka lat dołączył do jego kwartetu, grając na kontrabasie. W 1951 jako członek grupy tenorzysty Johna „Schoolboya” Portera nagrał kompozycję Stairway to the Stars, będącą jednym z pierwszych zarejestrowanych przez niego utworów. W 1953 założył własny zespół – The Sky Rockets, który głównie pozostawał bez pracy. Trzy lata później porzucił muzykę, powrócił do Champaign i zatrudnił się w nowo otwartej pralni chemicznej swojego przybranego ojca. Bez muzyki wszakże długo nie wytrzymał i po roku grał już w Chicago m.in. z zespołem saksofonisty bebopowego Johnny’ego Griffina. Wtedy jednak zaczął dochodzić do wniosku, że kontrabas nie jest jego instrumentem, ponieważ Griffin lubi grać z prędkością 150. mil na godzinę... potem moje palce wyglądają jak surowy befsztyk. Pod koniec lat 50. przestawił się na organy Hammonda, do czego nakłaniał go także saksofonista Willis „Gator” Jackson, w którego zespole wówczas występował.
Po odejściu w 1959 z grupy Jacksona sformował własne trio wg formatu spopularyzowanego przez innego organistę – Jimmy’ego Smitha: organy, gitara i perkusja. W jego zespołach (o zmiennym składzie) grali tacy gitarzyści, jak Kenny Burrell, Grant Green, Bill Jennings i George Benson, którego wylansował. W tym czasie był jednym z najchętniej nagrywanych muzyków przez wytwórnię płytową Prestige. Jego debiutancki album jako lidera – Brother Jack ukazał się w 1960. Za sprawą tytułu płyty spopularyzował się prawdopodobnie jego przydomek „Brother Jack”. Do 1964 Prestige wydała dwanaście jego płyt.
Pod koniec lat 70. eksperymentował z elektronicznymi instrumentami klawiszowymi oraz muzyką fusion.  Na krótko zmienił model organów z B3 na X-77. W latach 80. zaczął nagrywać płyty dla wytwórni Muse jako „Kapitan Jack”. W następnym dziesięcioleciu zmniejszył intensywność pracy ze względu na problemy zdrowotne. Niemniej 21 lutego 1998 jego album Down Home Blues, nagrany z pianistą Genem Harrisem, znalazł się na 16. miejscu w zestawieniu Traditional Jazz Albums tygodnika „Bilboard”.
Zmarł wskutek zawału serca. Miał 74 lata. Został pochowany w Grandview Memorial Gardens w rodzinnym Champaign.

### Małżeństwo i dzieci
Miał żonę Kathy i dwoje dzieci.

## Wybrana dyskografia
- 1960
  - Brother Jack (Prestige)
  - Tough ’Duff (Prestige)
- 1961
  - The Honeydripper (Prestige)
  - Goodnight, It’s Time To Go (Prestige)
  - Kirk’s Work – Roland Kirk with Jack McDuff (Prestige)
- 1962
  - Jack McDuff and Gene Ammons – Brother Jack Meets the Boss (Prestige)
  - Sonny Stitt with Jack McDuff – Stitt Meets Brother Jack (Prestige)
- 1963 Brother Jack McDuff – Live! (Prestige)
- 1967
  - Tobacco Road – Brother Jack McDuff (Atlantic)
  - Do it Now (Atlantic)
- 1969 I Got a Woman – Brother Jack McDuff (Prestige)
- 1997 Gene Harris–Jack McDuff – (Down Home) Blues (Concord Jazz)

## Linki zewnętrzbe
- Jack McDuff – dyskografia